# Schäfer’s Brot- und Kuchenspezialitäten

Logo 2005

Die Schäfer’s Brot- und Kuchenspezialitäten GmbH ist eine deutsche Großbäckerei mit Sitz in Porta Westfalica. Sie besitzt 750 Filialen und 5 Produktionsstandorte und beschäftigt 2.800 Mitarbeiter (Stand: April 2018).
Schäfer’s Brot setzt sich aus den Marken „Schäfer’s Brot- und Kuchen-Spezialitäten“, „Konditorei Meffert“ und „Bäckerei & Konditorei Thürmann“ zusammen und ist seit den 1970er Jahren Tochterunternehmen der Edeka-Gruppe.
Das Unternehmen bildet in den Berufen Fachverkäufer im Lebensmittelhandwerk, Bäcker und Konditor aus.

## Geschichte

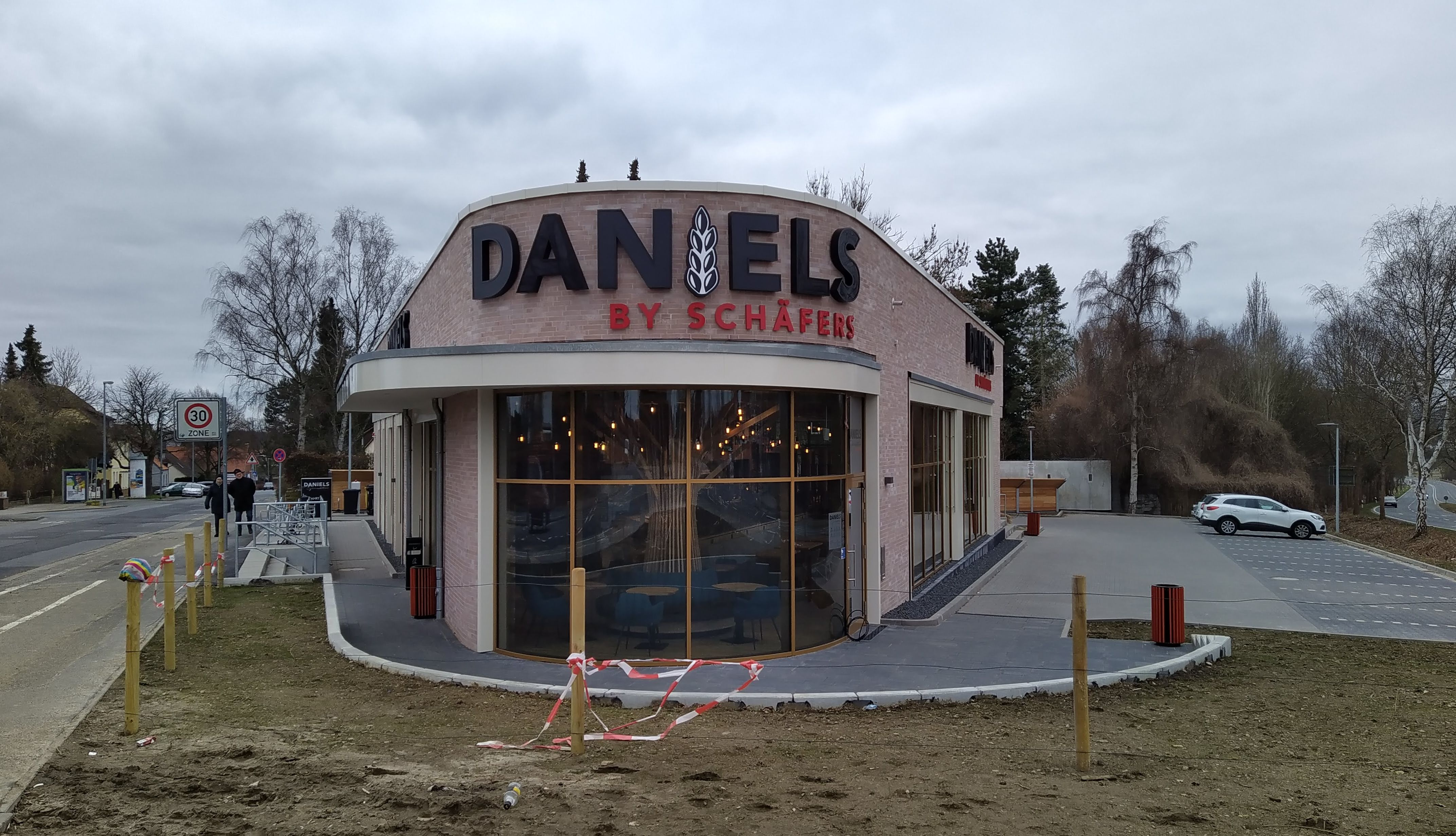
Café Daniels Genussstation in Hannover-Wettbergen

Das Unternehmen wurde als „Schäfer’s“ am 1. Oktober 1898 in Kleinenbremen von Daniel Rennekamp als Dorfbäckerei gegründet. Im Jahr 1952 wurde die Bäckerei von dessen Schwiegersohn Werner Schäfer übernommen und firmierte ab 1962 als „Bäckerei Schäfer’s“. Mitte der 1970er Jahre verkaufte Werner Schäfer den Betrieb an Edeka Minden-Hannover. Seitdem hat sich das Unternehmen stetig vergrößert und verfügt im Jahr 2018 über rund 750 Filialen.
Im Geschäftsjahr 2011 betrug der Umsatz 250,3 Millionen €.
Im Jahr 2013 gab es Pläne, Vertrieb und Verkauf von Schäfers Brot zu trennen und die Verkaufsstellen zu privatisieren.

## Standorte

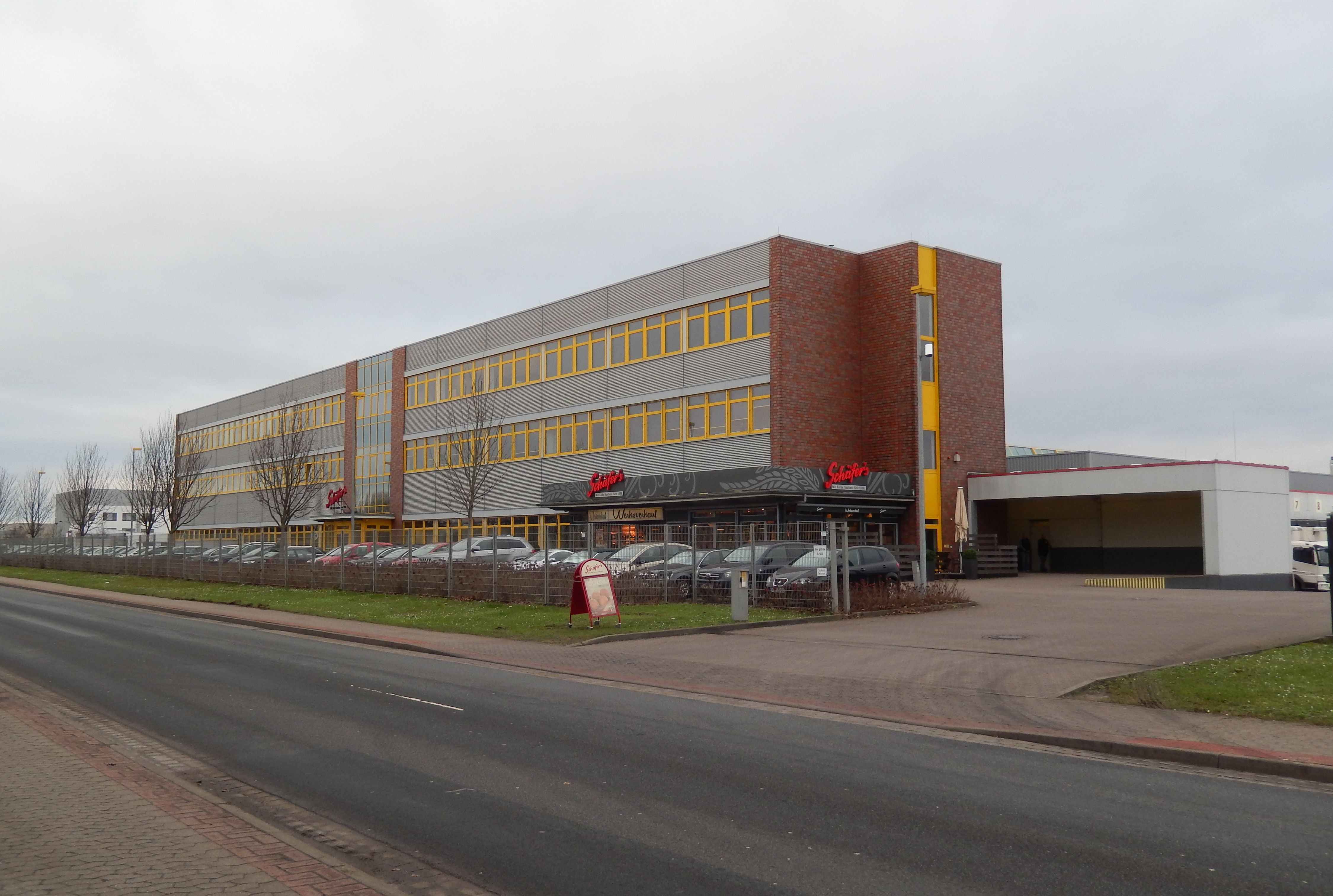
Schäfer’s Brotfabrik in Lehrte

Schäfers Brot umfasst folgende Bäckereistandorte:
- Bäckereien Schäfers aus Porta Westfalica, ca. 200 Filialen
- Bäckereien Meffert aus Hannover, ca. 35 Filialen
- Bäckereien Schäfers aus Sülzetal-Osterweddingen (seit Oktober 1996), ca. 110 Filialen
- Bäckereien Schäfers aus Teutschenthal, ca. 170 Filialen
- Bäckereien Der Leinebäcker (inkl. Konfinesse und Der Stadtbäcker) aus Hannover (seit Mai 2000) mit 15 Filialen
- Bäckerei Thürmann aus Berlin-Mariendorf (seit 1996) mit ca. 200 Filialen

Die Produktion erfolgt vor allem in
- der Brotfabrik in Lehrte, die von Anfang 1998 bis Oktober 1999 errichtet wurde und etwa 250 Filialen beliefert,
- der Brotfabrik in Teutschenthal, die von Februar bis November 1994 errichtet wurde und rund 170 Filialen beliefert, und
- der Brotfabrik Thürmann in Berlin, welche 1996 errichtet wurde und etwa 200 Filialen beliefert.